# Liu Hui
Liu Hui (Traditioneel Chinees: 劉徽, Vereenvoudigd Chinees: 刘徽, Pinyin: Liú Huī) (fl. midden 3e eeuw) was een Chinees wiskundige, die in het koninkrijk van de Wei leefde. In 263 schreef hij een boek met oplossingen voor wiskundige problemen uit de beroemde Negen hoofdstukken over de kunst van de wiskunde, de Jiuzhang suanshu. Dit is een Chinees wiskundeboek dat dateerde van voor de tijd van de grote boekverbranding van 212 v.Chr. en waarvan we de ware ouderdom niet kennen.

## Wiskundig werk
Liu was een van de eerste wiskundigen die wortels in onuitgewerkte vorm hanteerde, wat tot exactere resultaten voerde dan het gebruik van benaderingen. Samen met Zu Chongzi was hij een van de grootste wiskundigen van de oudheid.
Liu Hui drukte al zijn resultaten uit in decimale breuken en maakte daarbij gebruik van metrologische eenheden. Volledig decimale uitdrukkingen werden later door Yang Hui (c. 1238-1298 AD) ingevoerd.
Hij gaf commentaar op het wiskundige bewijs dat overeenkomt met de stelling van Pythagoras). Hij noemde de figuur gebruikt voor het bewijs het diagram dat de relatie tussen de hypotenusa en de som en het verschil van de andere twee zijden geeft en waarmee men de onbekende uit het bekende kan verkrijgen.
In zijn commentaar op de Jiuzhang suanshu gaf hij onder andere:
- een schatting van π in het commentaar op hoofdstuk een.[6] Zijn schatting bedroeg 3,141014, verkregen met een veelhoek met 192 (= 25 × 6) zijden, later uitgebreid tot een veelhoek van 3072 (= 29 × 6) zijden. Dit gaf een schatting van 3,14159.[7] Hij verklaarde dat in de meeste gevallen 3,14 een goede benadering was. De methode die hij gebruikte, lijkt op die van Archimedes die een veelhoek met 96 (= 24 × 6) gebruikte en een schatting van 3,142704 verkreeg. Die van Liu Hui was nauwkeuriger dan die van Archimedes.[7] De Jiuzhang suanshu gebruikte nog een waarde van drie, terwijl Zhang Heng (78-139 AD) de vierkantswortel van 10 had voorgesteld.
- Gauss-eliminatie: de oplossing van stelsels van lineaire vergelijkingen.
- Cavalieri's principe dat het mogelijk maakt het volume van een cilinder te bepalen.[8]

Er zijn ook aanwijzingen dat hij aan vroege vormen van calculus werkte.
Zijn commentaren geven vaak uitsluitsel over de reden waarom een methode wel of niet werkt. Hoewel dit zonder meer een grote bijdrage was, werd een aantal onjuistheden pas later gecorrigeerd door Li Chunfeng, een wiskundige en taoïst die tijdens de Tang-dynastie leefde.
Liu besprak ook een aantal problemen in het landmeten in een apart aanhangsel dat in 263 verscheen. Het heette de Haidao suanjing ofwel het Zee-eiland wiskundig handboek. Het boek bevatte vele problemen van praktische aard op het gebied van de geometrie, onder ander een methode voor het meten van de hoogte van een Chinese pagode. Dit kleinere werk geeft een handleiding voor het meten van afstanden en hoogtes met "lange landmeetpalen en horizontale balken die er onder een rechte hoek aan bevestigd zijn". Daarmee kon men de volgende zaken uitvoeren:
- De meting van de hoogte van een eiland ten opzichte van het peil van de zee en gezien vanaf de zee[10]
- De hoogte van een boom op een heuvel[10]
- De grootte van een stad gezien vanuit de verte[10]
- De diepte van een ravijn[10]
- De hoogte van een toren op een vlakte, gezien vanaf een heuvel[10]
- De breedte van een riviermond gezien vanaf een afstand op het land[10]
- De diepte van een heldere poel[10]
- De breedte van een rivier gezien vanaf een heuvel[10]
- De grootte van een stad gezien vanaf een heuvel[10]

Liu Hui's landmeetkunde kreeg grote bekendheid onder zijn tijdgenoten. Zij werk betrof ook zaken als de bouw van kanalen en rivierdijken en maakte het mogelijk het benodigde materiaal en werkkracht te berekenen.

## Voetnoten
1. ↑  Needham, Volume 3, 85-86.
2. ↑  Needham, Volume 3, 46.
3. ↑  Needham, Volume 3, 85.
4. ↑  Needham, Volume 3, 22.
5. ↑  Needham, Volume 3, 95-96.
6. ↑  Needham, Volume 3, 66.
7. 1 2  Needham, Volume 3, 100-101.
8. ↑  Needham, Volume 3, 143.
9. ↑  Needham, Volume 3, 30.
10. 1 2 3 4 5 6 7 8 9 10  Needham, Volume 3, 31.
11. ↑  Needham, Volume 4, Part 3, 331.